# Truman-Nunatak
Der Truman-Nunatak ist ein kleiner und schneebedeckter Nunatak im ostantarktischen Prinzessin-Elisabeth-Land. In den Grove Mountains ragt er 12 km nördlich des Mount Harding auf.
Kartiert wurde der Nunatak anhand von Luftaufnahmen, die zwischen 1956 und 1960 im Rahmen der Australian National Antarctic Research Expeditions entstanden. Das Antarctic Names Committee of Australia (ANCA) benannte ihn nach M. J. Truman, Elektrotechniker auf der Mawson-Station im Jahr 1962.